# Barranc de Granollers
El Barranc de Granollers és un barranc que conserva encara els hàbitats naturals característics dels petits torrents naturals -sovint transformats en recs-, de la plana lleidatana, secs gran part de l'any i situats en un clima marcadament continental. Aquesta zona humida té 9,32 Ha de superfície i està situada al terme municipal de Torrefeta i Florejacs.
Pel que fa a la vegetació, destaca la presència d'un extens canyissar, així com claps de jonqueres i herbassars humits. La vegetació de l'entorn està formada per carrascars i petites des de roure valencià, amb brolles calcícoles de romaní. Entre el canyissar apareixen també alguns tamarius (Tamarix canariensis) i oms (Ulmus minor), així com alguns saücs, rosers i d'altres arbres i arbusts dispersos.
Pel que fa als hàbitats d'interès comunitari, a la zona s'han identificat els hàbitats:
- 9240 Rouredes ibèriques de roure valencià (Quercus faginea) i roure africà (Quercus canariensis)
- 9340 Alzinars i carrascars, tot i que apareixen més aviat als marges del barranc i tenen per tant una presència més aviat testimonial en el conjunt de la zona humida.

Pel que fa a la fauna, aquesta zona destaca per la nidificació d'arpella (Circus aeruginosus). És també una àrea de descans i refugi per a altres espècies d'ocells.
La zona experimenta cremes periòdiques i està amenaçada de destrucció per l'expansió dels conreus. No obstant, en general presenta molt bon estat de conservació i es localitza en una zona despoblada i molt interessant per a la fauna.